# 醋姓
醋姓，一個中國姓氏，罕见姓。主要分布在中國陕西省宝鸡市扶风县太白乡浪店村，有1300多人:11:00。
醋姓的起源，历史上缺乏研究和记载。
在《陕西省扶风显地名志》中记载，元大德年间，浪店村祖先本姓祖，因犯罪被逐，流浪在外，后改姓醋而归，开店为生，故名（浪店）。该地名志的主编张绪成介绍，这段文字采自走访年长村民的口口相传，且无逻辑性错误。:21:46
在2010年金陵晚报开展的“油盐酱醋茶”姓氏大调查活动中，江苏全省仅见两人姓醋。